# Криничне (Болградський район)
Крини́чне — село Криничненської сільської громади, у Болградському районі Одеської області України. Населення становить 3743 осіб.

## Трансформація назви
Хронологічні межі періодів села Чешме-Варуіти — Криничне:
- 1809 — 1812 — ??? — Османська імперія (з 1807 російська армія фактично контролювала Бессарабію)
- 1812 — 1856 — Колонія (з 1819 р.) Чешме-Варуіт Ізмаїльського повіту Бессарабської області — Російська імперія
- 1856 — 1878 — Çeşmeauă-Varuita Ізмаїльського цинуту Бессарабії — Дунайське князівство Волощини та Молдови (Румунія)
- 1878 — 1918 — Волость Чешма-Варуїта Ізмаїльського повіту Бессарабської губернії — Російська імперія
- 1918 — 1940 — Çeşmeauă-Varuita Ізмаїльського цинуту Бессарабії — Румунське королівство
- 1940 — 1941 — Село Чешма-Варуїта Болградського району Аккерманської (Ізмаїльської) області — УССР
- 1941 — 1944 — Çeşmeauă-Varuita Ізмаїльського цинуту Бессарабії — Румунське королівство
- 1944 — 1991 — Село Криничне (з 1946 р.) Болградського району Ізмаїльської (з 1954 р. — Одеської області) — УССР
- з 1991 — Село Криничне Болградського району Одеської області — Україна

## Географія

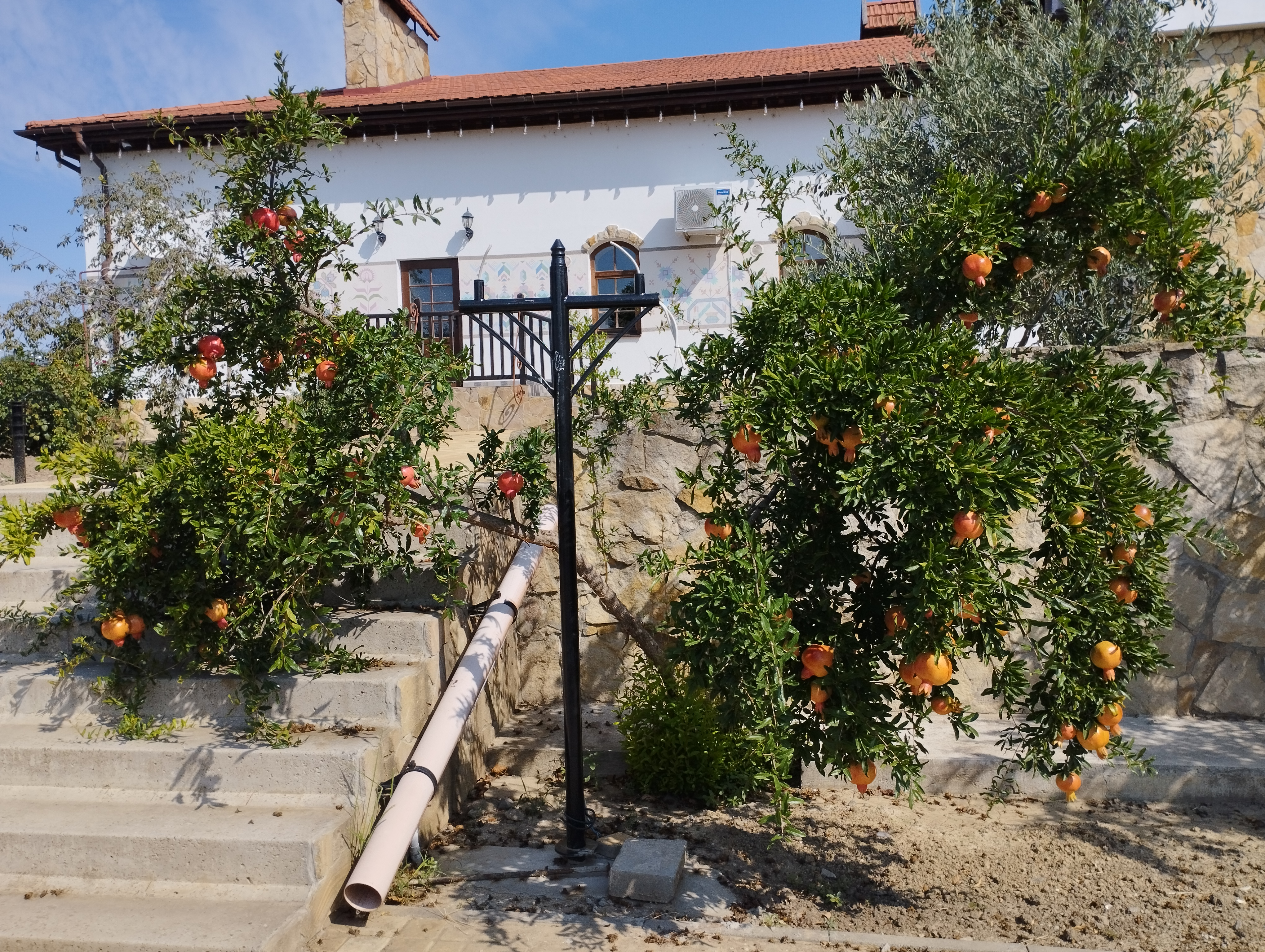
Клімат дозволяє вирощувати навіть гранатові дерева

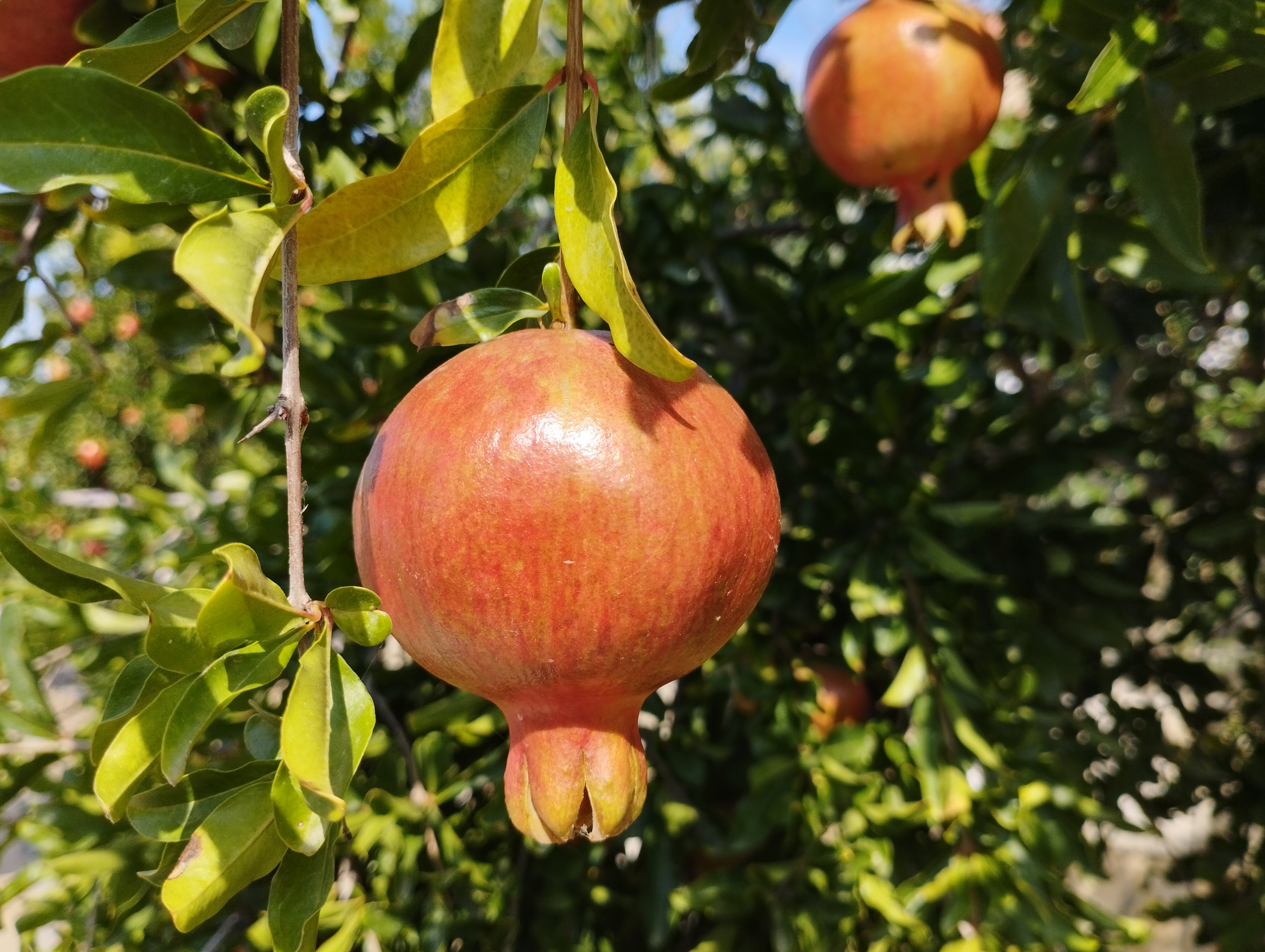
Плід гранату, вирощений в селі

Розташоване село на березі найбільшого прісноводного озера Ялпуг, село ділить річка Карасулак на дві частини.
Знаходиться село на трасі Т 1631 КПП «Табаки» — Болград — /М-15/, за 17 км від районного центру Болград; за 24 км від залізничної станції Болград; та за 25 км від міста Ізмаїл.

## Історія
Археологічні розкопки поблизу села виявили поселення, датовані першим століттям н. е., слов'янське селище IX—XI століть.
До XIX століття на цьому місці було татарсько-тюрське поселення.
За підсумками Бухарестського мирного договору, який було підписано 28 травня 1812-го року між Російською та Османською імперіями, та поклав край російсько-турецькій війні 1806—1812 років, Росія окупувала східну територію Молдови між Прутом та Дністром. Починаючи з 1812 року, сім'ї болгарських іммігрантів з півдня Дунаю оселялися на півдні Бессарабії.
Село Криничне було засновано 1813 року болгарськими колоністами, які прийшли з північно-східної Болгарії з округу Шумен (місто Каспичан і село Смядово).
Місцеві жителі займалися землеробством, рибальством, розведенням шовкопрядів, вівчарством, виноградарством.
До початку 40-х років XX століття село носило назву Чешме-Варуіта, що в перекладі означає «Варосана Чешме» (від слів «вар» — вапно, «Чешме» — джерело, обгороджене каменем та побілене вапном). Теперішня назва села походить від слова «криниця».
Архітектурні особливості сільських будинків — довгі, з обов'язковим окремим літнім флігелем, побутовими постройками, високими парканами.
У 1880 році на території Криничного (Чушмелій) було відкрито першу школа — чоловіки та жінки навчалися окремо, класи знаходилися у приватних будинках.
У 1936 році було зведено Свято-Георгіївську церкву.
Двохсотріччя села відсвяткували 28 вересня 2013-го. До дати було відкрито три меморіальні дошки уродженцям села, якими пишаються місцеві мешканці: Димитару та Георгію Аґурам та Меркурію Костєву.
19 липня 2020 року, в результаті адміністративно-територіальної реформи і ліквідації Арцизького району, село увійшло до складу новоутвореного Болградського району.
15 травня 2025 року у селі відбувся парад вишиванок, присвячений «Дню вишиванки в Україні». Колекцію з п’ятидесяти восьми вишиванок ручної роботи, створену разом із своєю матір’ю – Євгенією Джогола, показала майстриня Олена Велікова.

## Населення
Згідно з переписом 1989 року населення села становило 4607 осіб, з яких 2192 чоловіки та 2415 жінок.
За переписом населення 2001 року в селі мешкали 4342 особи.

### Мова
Розподіл населення за рідною мовою за даними перепису 2001 року:
| Мова              | Відсоток |
| ----------------- | -------- |
| болгарська        | 93,28 %  |
| російська         | 3,29 %   |
| українська        | 1,59 %   |
| румунська         | 0,69 %   |
| циганська         | 0,41 %   |
| гагаузька         | 0,3 %    |
| вірменська        | 0,05 %   |
| німецька          | 0,05 %   |
| білоруська        | 0,02 %   |
| кримськотатарська | 0,02 %   |

## Економіка

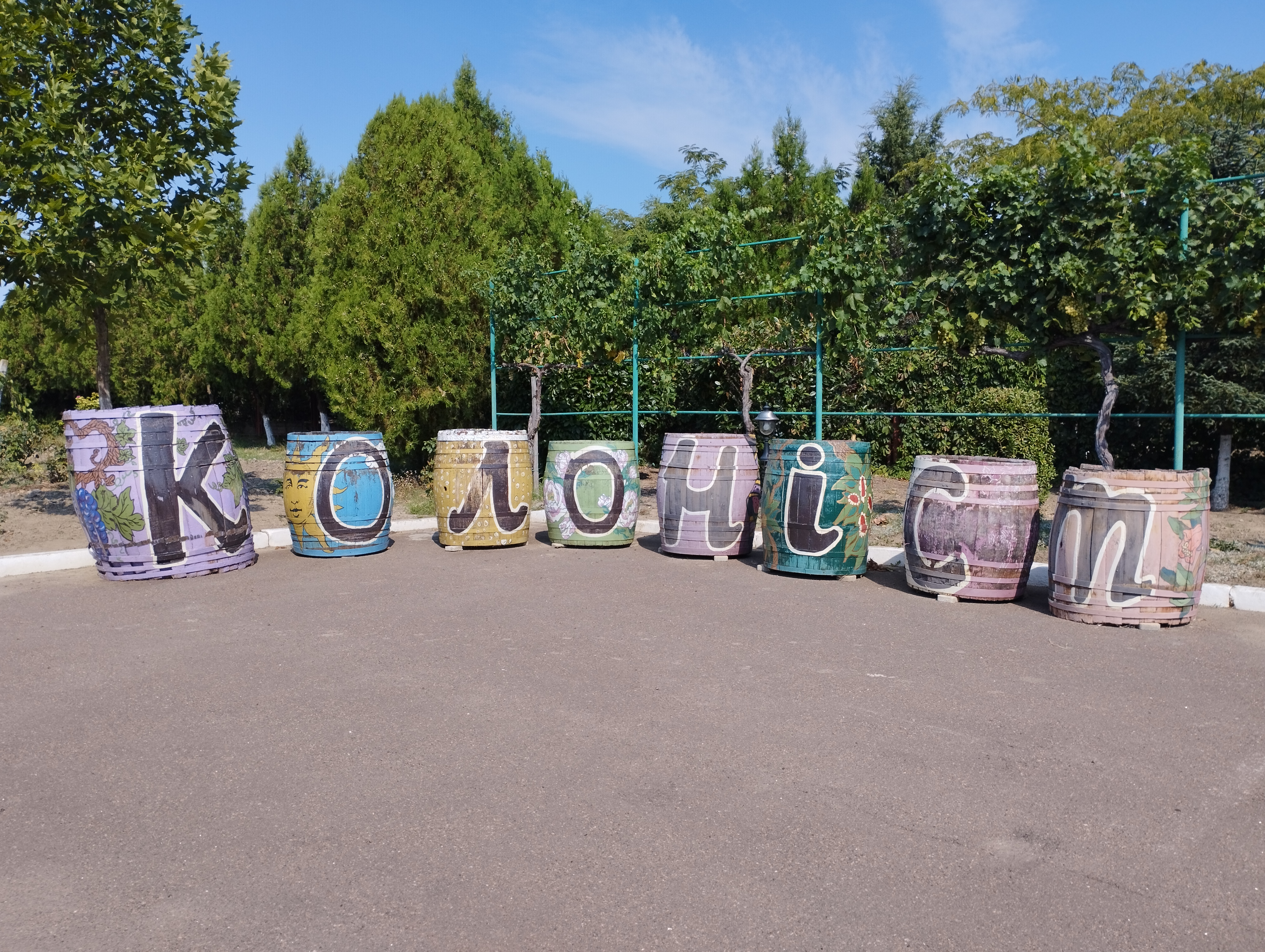
На території виноробні «Колоніст»

Основне заняття мешканців села — сільське господарство — громада має 6000 га орної землі та близько 1000 га садів та виноградників. Вирощують зернові, горох, помідори та виноградні лози. Починаючи з 1968 року село спеціалізується на виробництві яловичини. Також тут упаковують банки з горохом і томатами. Окрема родзинка — вирощування арбажіку (арпажік).
У селі розташована виноробня «Колоніст».

## Культура
Місцеві жителі шанують та зберігають болгарські традиції. В селі працює інструментальний ансамбль «Чешмелийски звънчета», вокальний ансамбль «Іскриці» (обидва під керівництвом Іванни Демірової), народний фольклорний ансамбль «Криничанка» під керівництвом Ольги Ніколаєвої та Дмитра Русанжика, сімейний хор «Чешма варуите» Свято-Дмитрівської церкви. Колективи є учасниками всеукраїнських та міжнародних фестивалів.
У селі збереглася традиція виготовлення воскової квітки — символу нового року, нової родини, дівочої ніжності.
Вокальна кар'єра Марії Златної (справжнє ім'я — Марія Чанєва) розпочалася з виступів на концертах Криничанської загальноосвітньої школи. Після закінчення Київської академія музики ім. Р. Глієра по спеціалізації естрадний вокал, працювала вокалісткою циганського ансамблю «Чорний перли», викладала вокал. У 2018 році взяла участь у кастингу 9-го сезону музичного талант-шоу «X-Фактор» з піснею Марії Шерифович «Molitva», отримала чотири «Так», проте змушена була відмовитися від участі у проекті через контракт за кордоном.
На території села знаходяться дитячий садок, школа I—III ступеня, лікарська амбулаторія, будинок культури, бібліотека, автозаправна станція, бювет з артезіанською свердловиною. Село газифіковане, всі вулиці освітлені, симетрично рівні, з асфальтовим твердим покриттям.
Для збереження свідоцтв історичних періодів становлення села, відомостей про жителів Криничного прийнято рішення про створення Криничненского сільського історико-етнографічного музею. Перше засідання відбулося за головування сільського голови Степана Велікова у травні 2019 року. А вже у липні селяни зібратися на традиційний чамур (процес виготовлення цегли з глини та соломи у Бессарабії) на виготовлення лампача для фундаменту та стін.
З 2020 року в селі започатковано міжнародний фестиваль етнографічного та антропологічного документального кіно «ОКО». Його місія — популяризація етнографічного, антропологічного та «постетнографічного» кіно, що досліджує традиції, культуру, історичну пам’ять та сучасні виклики різних народів світу. 
У 2025 році в селі триває реалізація проєкту зі створення книги рецептів села, що має на меті зберегти й передати майбутнім поколінням смаки, традиції та кулінарну спадщину. В рамках проєкту вже зібрано 60 автентичних рецептів, до роботи долучились понад 20 господинь, а також розроблена структура майбутньої книги.

## Кулінарія
В селі випікають унікальні для України хліби до одного з найважливіших свят для болгарського етносу в Бессарабії — Дня Святого Георгія. Обрядова трапеза пов'язана із куштування Курбану (запеченого жертовного ягняти). Хліб випікається на домашній заквасці, основою якої є хмелеві і винні дріжджі. Тісто Замішується З додаванням солі та води у дерев'яному кориті (ноштуві) в кімнаті з болгарською піччю. Із замісу господиня робить п'ять хлібів: Боговиця, Рангель, Коровай і дві Ушчарки. Випікання у печі у чавунних глибоких пательнях на залізних «санях» від 45 хв. (Рангель) до 90 хв. (великі хліби). Піч топиться виноградною лозою та кукурудзяними стеблами. Хліби пухкі, пористі, але без великих дірочок, з нейтральним смаком, довго не черствіють. Розмір хлібів 30-50 см в діаметрі, висота до 25 см; вага 1-3 кг. Історично для обрядових хлібів використовували «Камут» — давній сорт борошна з Арнаутки.
Кожний обрядових хлібів має своє значення в традиції святкування Дня Св. Геогргія:
- Ушчарка — хліб для пастуха з фігурами-символами: незамкнений джгут (відкритий загін для овець), непарна кількість маленьких кульок з тіста (вівці), джгут у вигляді гака (посох пастуха) і фігурка пастуха.
- Боговиця — хліб прикрашений чотирма перехресними джгутами, укладеними на поверхні у вигляді квітки, які символізують сонце і весняне пробудження природи.
- Рангель — фігурно переплетений хліб з двох або кількох джгутів обов'язково з наскрізним отвором посередині для ритуальної чаші з вином.
- Коровай — це найбільший з хлібів, який виготовляється з переплетених джгутів тіста, в залежності від традицій кожної сім'ї.

## Криничне в культурі

### «Чушмелій— історія та культура»
Історії села присвячене окреме видання «Чушмелій — історія та культура», робота над створенням першої сільської енциклопедії тривала дванадцять років та була видана 2018 року. В ґрунтовній дослідницькій роботі відображено літопис від перших поселенців до сьогодення. Окремо в книзі представлено аналіз мовних та фольклорних особливостей, надано опис основних повсякденних та обрядових звичаїв мешканців села. Колектив авторів очолив доктор історичних наук, професор Олександр Прігарін та доктор історичних наук, доцент Олександр Ганчєв. Збір матеріалів тривав у тому числі архівами Ізмаїла, Одеси, Кишинева, Софії, Москви, Санкт-Петербургу.

### «Місце сили»
Двохсотрічній історії Криничного та його мешканцям присвячено документальний фільм «Місце сили» режисеркою якого виступила місцева жителька, уроджена у Криничному, Тетяна Станєва). Спонсором та партнером виробництва виступила громадська організація «Центр розвитку Бессарабії», засновник якої Віктор Куртєв сам є криничанцем.
Національна прем'єра фільму відбулася 9 грудня 2018 року у київському Будинку кіно, одеському Concert Hall та палаці культури Криничного. Ніч до прем'єри не дожив один з головних героїв фільму — 96-річний Георгій Деміров. Його оповідь про голод, сталінські репресії та 10-літнє заслання до Сибіру вперше публічно прозвучала у фільмі.
«Місце сили» показали й за кордоном. У Болгарії покази пройшли 29 березня 2019 у кінотеатрі «Люм'єр» (Софія), та у рамках кінофестивалю «Sofia Biting Docs 2019». У Чехії — на Silver market у рамках кінофестивалю «Ji.hlava film festival».

## Пам'ятки
Основною пам'яткою села є Свято-Дмитрівська церква, що була заснована у 1824 р. як Свято-Георгіївська, зруйнована влітку 1986 року вибухівкою (пошкоджені дзвіниця, верхні яруси та світловий барабан) та відновлена з 1997 року (храм було освячено у 2012 році).

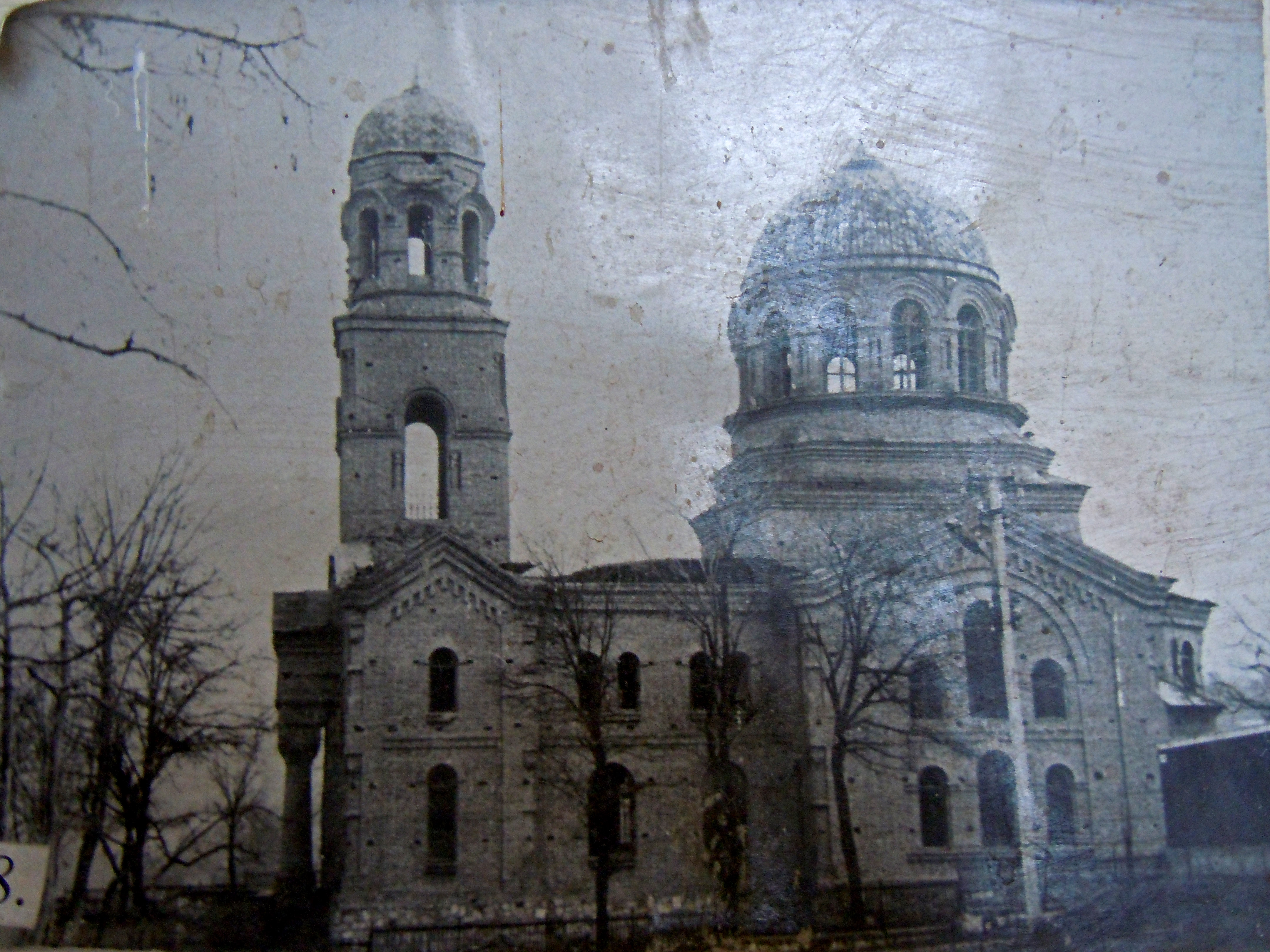
Архівний знімок
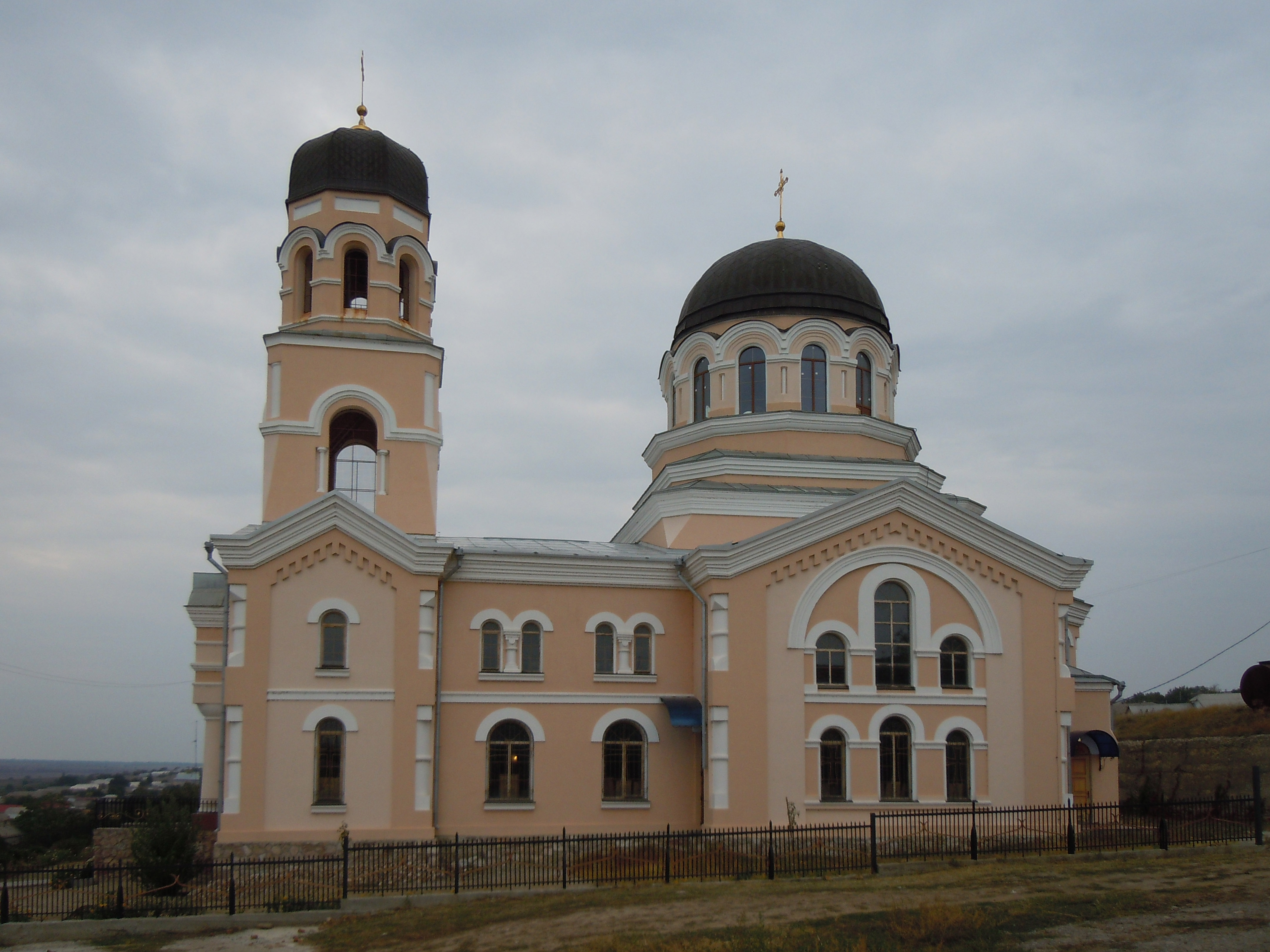
Сучасний вигляд

## Відомі мешканці

### Народились
- Аґура Георгій (болг. Георги Василев Агура; нар. 8 лютого 1853 — пом. 10 лютого 1915) — болгарський військовик, генерал-лейтенант.
- Аґура Димитар (болг. Димитър Димитров Агура; нар. 26 жовтня 1849 — пом. 11 жовтня 1911) — болгарський історик, ректор Софійського університету.
- Демиров Семен Михайлович (нар. 11 липня 1980 — пом. 15 серпня 2023) — матрос ЗСУ, гранатометник роти морської піхоти в/ч А4635.
- Златна Марія (справжне ім'я — Марія Михайлівна Чанєва; нар. 13 квітня 1986) — співачка.[29]
- Константинеску Герасим (рум. Gherasim Constantinescu; нар. 22 березня 1902 — пом. 3 липня 1979) — румунський вчений в області виноградарства. Доктор сільськогосподарських наук, професор, член-кореспондент АН СРР і Академії сільського і лісового господарства СРР, член Італійської академії винограду і вина.
- Костєв Меркурій Степанович (нар. 25 вересня 1925 — пом. 15 січня 2005) — голова колгоспу «Правда» більш ніж 30 років, кавалер орденів Леніна та Жовтневої революції.
- Куртєв Віктор Владиславович (нар. 5 вересня 1979) — український підприємець та громадський діяч.
- Мінков Іван Григорович (нар. 25 січня 2002 — пом. 26 лютого 2022) — водій мінометного взводу мінометної батареї механізованого батальйону.
- Мірчев Сергій Вікторович (нар. 25 жовтня 1972) — механізатор-комбайнер сільськогосподарського виробничого кооперативу «Криничне», кавалер ордена «За заслуги»[30].
- Мітанов Харлампій Савович (нар. 28 грудня 1887 — пом. 16 лютого 1983) — громадсько-політичний діяч.
- Орловський Степан Георгійович (нар. 21 листопада 1894 — пом. 29 червня 1978) — громадський діяч, людина, що врятувала мешканців села Криничне в період голоду в 1947—1948 гг.
- Плачков Іван Васильович (нар. 23 листопада 1957) — український політик. Кандидат технічних наук. Голова наглядової ради «Київенерго». Власник виноробної торгової марки «Колоніст».
- Плачкова Тетяна Михайлівна (нар. 5 січня 1983) — український адвокат, політик. Народний депутат України 9-го скликання.
- Станєва Тетяна Іванівна (нар. 11 серпня 1984) — українська краєзнавиця, культурна діячка і організаторка масових заходів.
- Чумаков Іван Дем'янович (нар. 25 листопада 1977 — пом. 01 жовтня 2022)

Герасим Константинеску
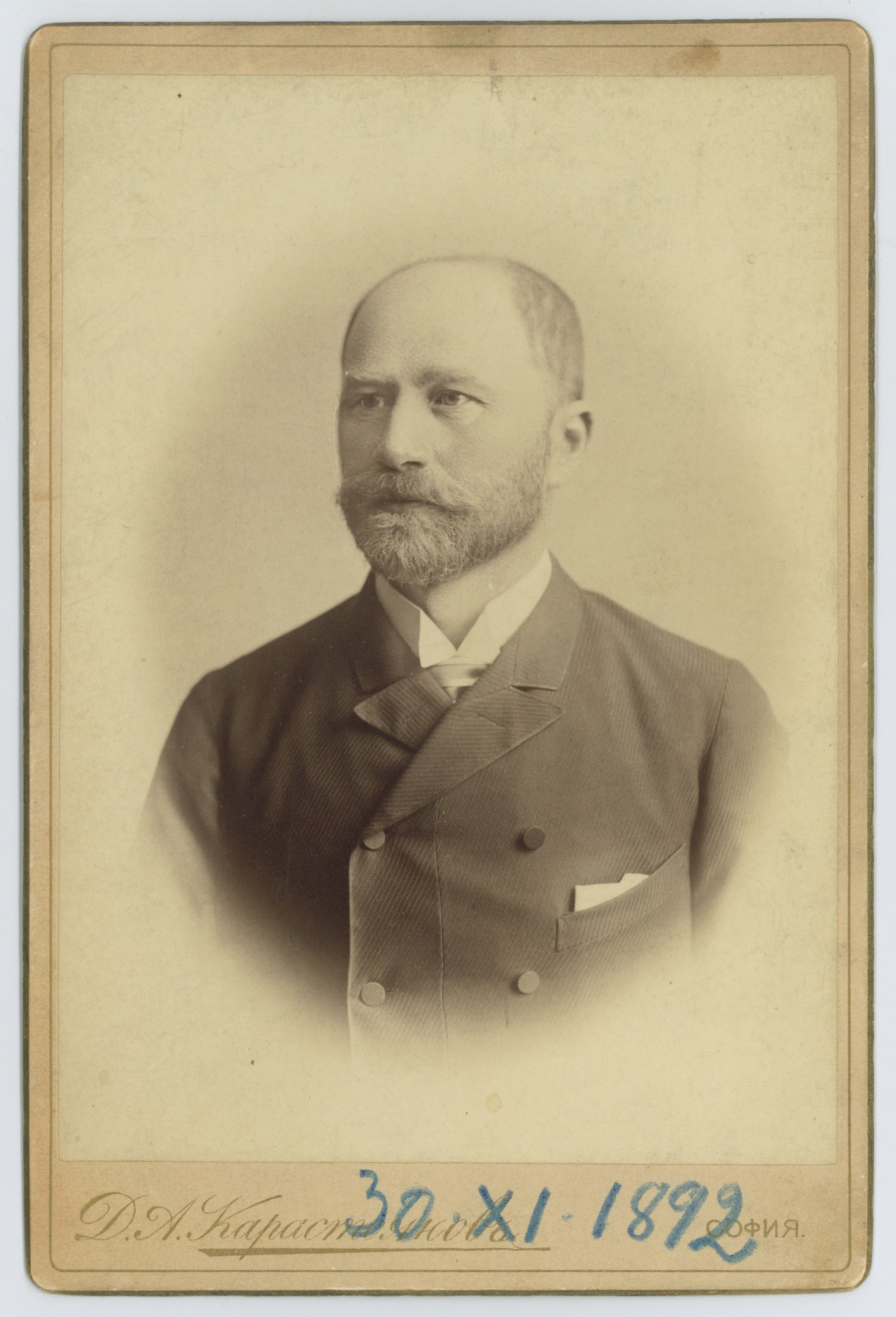
Димитар Аґура
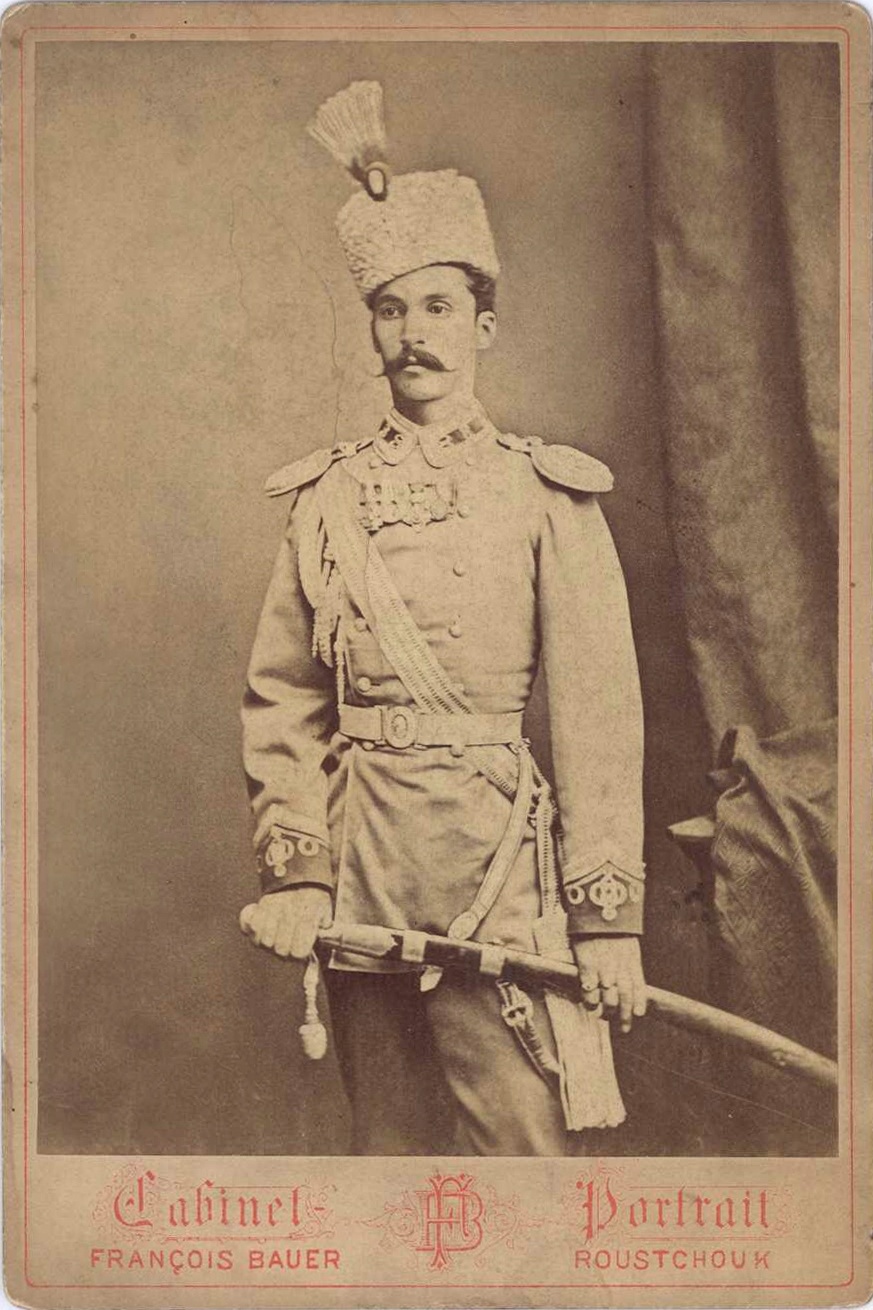
Георгій Аґура